# Глядень (посёлок, Красноярский край)
Глядень — посёлок в Назаровском районе Красноярского края России. Административный центр Гляденского сельсовета.

## География
Посёлок находится на расстоянии 50 км к югу от города Назарово, административного центра района.

## Население
| 2010 |
| ---- |
| 1138 |

### Гендерный состав
По данным Всероссийской переписи 2010 года, в посёлке проживало 1138 человек (534 мужчины и 604 женщины).

## Улицы
| - ул. Вокзальная, - ул. Железнодорожная, - ул. Заречная, - ул. Колхозная, - ул. Новая, | - ул. Парковая, - ул. Подстанция, - ул. Почтовая, - ул. Садовая, - ул. Совхозная, | - ул. Спортивная, - ул. Степная, - пер. Школьный, - ул. Элеваторная. |